# Ріхард Гільдебрандт
Ріхард Герман Гільдебрандт (нім. Richard Hermann Hildebrandt; 13 березня 1897, Вормс — 10 березня 1952, Гданськ) — німецький політик і офіцер, обергруппенфюрер СС і генерал поліції (30 січня 1942), генерал військ СС (1 грудня 1944). Начальник Головного управління СС з питань рас і поселень.

## Біографія
Син директора фабрики, брат Фрідріха і Ернста Гільдебрандтів.  
Після закінчення середньої школи в 1915 році в якості добровольця до листопада 1918 року брав участь у Першій світовій війні в складі 22-го артилерійського полку. Після війни продовжив навчання, вивчаючи економіку, мови, історію в Кельнському і Мюнхенському університетах.
У 1922 році вступив в НСДАП. У 1923 році взяв участь в партійних з'їздах в Нюрнберзі, і, ймовірно, також в Пивному путчі. Пізніше працював в якості іноземного кореспондента в фінансовому секторі. Навесні 1928 року Гільдебрандт іммігрував в США, де одружився. 1 червня 1928 року всдновив своє членство в НСДАП (квиток № 89 221). У 1930 році повернувся до Німеччини, став членом СА, взяв на себе службові обов'язки в нацистській партії. Став партійним керівником Уффенгайма і Бад-Віндсгайма. У лютому 1931 року перевівся з СА в СС (посвідчення №7 088) і був призначений штабним офіцером і ад'ютантом Йозефа Дітріха.
30 січня 1933 року переведений в управління СС «Захід». З 9 листопада 1933 року Гільдебрандт взяв на себе керівництво над 21-м сектором СС в Герліці, а 12 листопада обраний депутатом Рейхстагу від Бреслау. До весни 1945 року перебував на посаді заступника голови рейхстагу. 1 січня 1937 був призначений главою управління СС «Рейн».
C 1 жовтня 1939 по 20 квітня 1943 року перебував на керівній посаді утворився з початком війни 20-го управління СС «Вісла» і лідера поліції Данцигу-Західної Пруссії. Саме за цей період він несе відповідальність за депортацію і вбивства євреїв в цій області і в балтійських державах. За його ініціативи були побудовані концентраційні табори на підконтрольних йому територіях. З 1940 по 1942 рік він також був членом Народного суду.
З 25 грудня 1943 року по 16 вересня 1944 року керує управлінням СС «Чорне море». Організував добровольчу бригаду з кримських татар і поліцейський полк з колишніх охоронних команд і успішно вів боротьбу з партизанами в Криму. У різний час, востаннє в період з квітня 1943 року до кінця війни, займав пост начальника Головного управління СС з питань раси і поселення. З 17 березня по травень 1945 року очолював управління СС «Південний Схід». З квітня 1945 року — вищий керівник СС і поліції в Богемії і Моравії.
24 грудня 1945 року у Вісбадені був заарештований військами союзників. На Нюрнберзькому процесі у справі про расові злочини, що проходив з 20 жовтня 1947 року по 10 березня 1948 року народження, постав перед судом за звинуваченням у військових злочинах і злочинах проти людяності. Засуджений до 25 років позбавлення волі. Потім був виданий Польщі, де над ним був проведений новий процес. 4 листопада 1949 року засуджений до смертної кари. У проханні про помилування заявив: «Я можу запевнити вас своєю честю, що моя совість чиста». 10 березня 1952 року вирок був виконаний.

## Нагороди
- Залізний хрест 2-го класу
- Медаль «За відвагу» (Гессен)
- Золотий партійний знак НСДАП
- Почесний кут старих бійців
- Почесний хрест ветерана війни з мечами (1934)
- Спортивний знак СА в золоті
- Німецька імперська відзнака за фізичну підготовку в сріблі
- Кільце «Мертва голова»
- Почесна шпага рейхсфюрера СС
- Хрест Воєнних заслуг 2-го і 1-го класу з мечами
- Застібка до Залізного хреста 2-го класу
- Залізний хрест 1-го класу (1944)
- Медаль «За вислугу років у НСДАП» в бронзі і сріблі (15 років)
- Медаль «За вислугу років у СС» 4-го, 3-го і 2-го ступеня (12 років)